# Jean-Baptiste Aldigé
Jean-Baptiste Aldigé, né le 8 juin 1984 à Agen, est un joueur international hongkongais et dirigeant de rugby à XV. Il évoluait au poste d'arrière en championnats amateur.

## Biographie
Originaire du Sud-Ouest de la France, Jean-Baptiste Aldigé évolue au SU Agen jusqu'en catégorie espoir, puis à la Section paloise,.
Il joue ensuite avec le Stade bordelais, qui évolue une saison en Pro D2.
Il quitte ensuite la France pour trois mois, travaillant au sein du club anglais des Harlequins en tant que stagiaire. Débarqué comme stagiaire au service marketing, le manager Dean Richards lui propose rapidement de jouer pour pallier l'absence des internationaux anglais qui disputaient la Coupe du monde 2007.
De retour en France, il ne parvient pas à se faire sa place au sein de l'Union Bordeaux Bègles, héritière du Stade bordelais. Il quitte à nouveau le pays, dans un premier temps pour les États-Unis dans le cadre de ses études, puis en Nouvelle-Zélande où il jouera avec le club de Tawa Rugby.
Alors qu'il finit ses études dans la région toulousaine, il joue en Fédérale 1 sous les couleurs de l'Entente de la vallée du Girou XV, pendant la saison 2009-2010.
Il déménage plus tard à Hong Kong, et continue de pratiquer le rugby sous les couleurs du Valley RFC. Après quatre années de résidence et plusieurs titres au niveau national, il obtient sa première cape internationale avec l'équipe nationale de Hong Kong.
En juin 2018, il participe à la reprise du Biarritz olympique, en grandes difficultés financières, aux côtés de Louis-Vincent Gave. Le 6 juin 2018, il devient alors président du directoire tandis que Gave prend la présidence du conseil de surveillance,.
Après la vente du club à l'issue de la saison 2023-2024, il devient président du directoire du Stade niçois tandis que l'actuel président, Régis Brandinelli, prend la tête du conseil de surveillance. Aldigé arrive sur la Côte d'Azur avec un groupe d'investisseurs dont Louis-Vincent Gave.

## Affaire judiciaire
Le Biarritz olympique Pays basque dépose une plainte en décembre 2024 pour abus de biens sociaux à l'encontre de Jean-Baptiste Aldigé. En effet, à la suite d'un audit interne, il est révélé 400 000 euros de factures sans lien avec le club. Par ailleurs le Biarritz olympique a demandé, en 2024, un premier remboursement de 208 000 euros à Jean-Baptiste Aldigé. Ce dernier a refusé considérant ces dépenses conformes aux intérêts du club,.